# Ruin Explorers
Ruin Explorers (яп. 秘境探検ファム&イーリー Hikyou Tanken Fam & Ihrlie) — OVA, сделанное студиями ANIMATE и Asia-Do.

## Сюжет
Фам и Ири — две очаровательные исследовательницы руин. После встречи с хитрым купцом, они узнают об «Абсолютной Власти» (Ultimate Power) и покупают у того карту. Однако купец использует девушек в своих интересах, чтобы самому добраться до «Абсолютной Власти». После этого между Ири и Фам происходит небольшая ссора, и Фам, убежав в лес, натыкается на Принца Лайла, который уговаривает её помирится с Ири. Ири, Фам и Лайл (а также купец) отправятся вместе за «Абсолютной Властью». В пути они сталкиваются с Рашей и Мигелем, которые изначально помогали купцу в поисках артефакта. Столкнувшись с Ругодарулом, герои объединяются вместе против общего врага.

## Список персонажей
Ири (Irie) — главная героиня аниме. Ири владеет магией, но в детстве был случай, когда своей магией она разрушила лабораторию своего учителя. Тот очень сильно разозлился, и в наказание за это он наложил на Ири заклинание. А заклинание заключалось это вот в чём: когда Ири будет пользоваться магией, то сразу же превратится в мышь. Когда Ири выросла, она встретила Фам и они вместе начали исследовать руины. 
Фам (Fam) — напарница Ири. Она весёлая и добродушная, а также владеет магией, но не совсем умело. Отчего ей часто достаётся от Ири. Фам послушная, и старается выполнять всё, что говорит Ири. Однажды Фам не выдержала, и убежала в лес, потому что Ири сказала, что от Фам нет никакого толку. Там она встретила молодого принца Лайла, и он ей понравился. Фам стала путешествовать вместе с принцем, но позже они с Ири помирились, и стали путешествовать втроём. С помощью Раши (см. ниже) Фам освоила магию окончательно.

### Второстепенные
Принц Лайл (Prince Lyle) — симпатичный парень, в которого были влюблены Фам и Раша. О прошлом Лайла известно то, что он был принцем, и в жизни имел всё. Он был влюблён в обычную девушку Мирию. Но вскоре Лайл должен был покинуть королевство, и поехать познавать мир, как и его отец. И он уехал… А когда вернулся, то на месте его родного королевства были лишь руины, и не было никого, кроме старца, который был в самом ужасном виде. От него Лайл узнал, что Ругодарул (см. ниже) уничтожил деревню и всех, кто в ней жил, и то, что Рогадарул хотел получить «Абсолютную Власть». А потом старец исчез. После этого Лайл путешествовал в поисках этой самой «Абсолютной Власти» и встретил Фам. В конце Лайл побеждает Ругодарула.
Раша (Rasha) — владеет магией, притом очень умело. Сначала помогала купцу добыть «Абсолютную Власть» (на самом деле, пытаясь получить её для своих целей). Они воспользовались тем, что Ири и Фам добрались до «Абсолютной Власти» и на пути у них стояли лишь два огромных воина (не человека). Вот только этих воинов Раша убрала, а «Абсолютную Власть» (а точнее её одну часть) забрала себе. Позже ей и Мигелю придётся объединиться с Ири и Фам ради Принца Лайла, в которого влюблена Раша.
Мигель (Migel) — помощник Раши. В магии Мигель ничего не соображает, но зато он отлично управляется с мечом. Мигель отличный воин. Когда он и Раша объединятся с Ири, Фам и Принцем Лайлом, то Мигель будет учить Лайла и Ири, как правильно обращаться с мечом. В битве с Ругодарулом Мигель вложит свою лепту. Он задержит воинов Ругодарула, и ему это удастся. Он победит всех.
Купец — вначале притворился добрым, помог Ири и Фам заработать денег на ночлег в гостинице, и рассказал всё подробности об «Абсолютной Власти». Увидев, что Ири заинтересовалась, он дал ей карту за определённую плату. На самом деле он использовал Ири и Фам, чтобы добраться до «Абсолютной Власти» вместе с Рашей и Мигелем. Но в конце концов он стал на сторону Принца Лайла, всё время твердя, что он изменился, хотя на самом деле и дальше продолжал продавать всё, что ни попадя.
Мирия (Meria) — возлюбленная Лайла. Также была уничтожена Ругодарулом, как и все жители королевства. В конце она восстанет в образе духа, чтобы подбодрить Лайла.
Ругодарул (Rugudarull) — главный антагонист. Сначала он был добрым и хотел помочь людям, которые были в нищете, но его магия не позволяла ему быть добрым. Когда он узнал об «Абсолютной Власти», Ругодарул не смог держать себя в руках. 